# Lill-Långtjärnen (Råneå socken, Norrbotten, 733375-179241)
Lill-Långtjärnen är en sjö i Bodens kommun i Norrbotten och ingår i Råneälvens huvudavrinningsområde.